# Kina i olympiska sommarspelen 1988
Kina deltog i de olympiska sommarspelen 1988 med en trupp bestående av 273 deltagare, och landet tog totalt 28 medaljer.

## Basket
Damer
Gruppspel
| Lag             | V | F | PF  | PA  | PD  | Poäng | Tie |
| --------------- | - | - | --- | --- | --- | ----- | --- |
| USA             | 3 | 0 | 282 | 234 | +48 | 6     |     |
| Jugoslavien     | 2 | 1 | 199 | 211 | −12 | 5     |     |
| Kina            | 1 | 2 | 200 | 214 | −14 | 4     |     |
| Tjeckoslovakien | 0 | 3 | 202 | 224 | −22 | 3     |     |

Herrar
Gruppspel
| Nr | Lag       | S | V | O | F | GM  | IM  | MS   | P  |
| -- | --------- | - | - | - | - | --- | --- | ---- | -- |
| 1  | USA       | 5 | 5 | 0 | 0 | 485 | 302 | +183 | 10 |
| 2  | Spanien   | 5 | 4 | 0 | 1 | 484 | 435 | +49  | 9  |
| 3  | Brasilien | 5 | 3 | 0 | 2 | 590 | 522 | +68  | 8  |
| 4  | Kanada    | 5 | 2 | 0 | 3 | 479 | 455 | +24  | 7  |
| 5  | Kina      | 5 | 1 | 0 | 4 | 433 | 527 | −94  | 6  |
| 6  | Egypten   | 5 | 0 | 0 | 5 | 338 | 568 | −230 | 5  |

## Boxning
| Boxare       | Gren       | Sextondelsfinal                  | Åttondelsfinal            | Kvartsfinal                | Semifinal            | Final                |
| Boxare       | Gren       | Motståndare Resultat             | Motståndare Resultat      | Motståndare Resultat       | Motståndare Resultat | Motståndare Resultat |
| ------------ | ---------- | -------------------------------- | ------------------------- | -------------------------- | -------------------- | -------------------- |
| Dong Liu     | Fjädervikt | John William Francis (IND) W 3-2 | Serge Bouemba (GAB) W 5-0 | Abdelhad Achik (MAR) L KOH | Gick inte vidare     | Gick inte vidare     |
| Weiping Wang | Flugvikt   | Andreas Tews (GDR) L 0-5         | Gick inte vidare          | Gick inte vidare           | Gick inte vidare     | Gick inte vidare     |

## Bågskytte
Herrar
| Bågskytt                             | Gren                   | Rankningsomgång | Rankningsomgång | Åttondelsfinal   | Åttondelsfinal   | Kvartsfinal      | Kvartsfinal      | Semifinal        | Semifinal        | Final            | Final            |
| Bågskytt                             | Gren                   | Poäng           | Placering       | Poäng            | Placering        | Poäng            | Placering        | Poäng            | Placering        | Poäng            | Placering        |
| ------------------------------------ | ---------------------- | --------------- | --------------- | ---------------- | ---------------- | ---------------- | ---------------- | ---------------- | ---------------- | ---------------- | ---------------- |
| Qoiying Doje                         | Herrarnas individuella | 1220            | 46              | Gick inte vidare | Gick inte vidare | Gick inte vidare | Gick inte vidare | Gick inte vidare | Gick inte vidare | Gick inte vidare | Gick inte vidare |
| Qiuzhong Liang                       | Herrarnas individuella | 1220            | 47              | Gick inte vidare | Gick inte vidare | Gick inte vidare | Gick inte vidare | Gick inte vidare | Gick inte vidare | Gick inte vidare | Gick inte vidare |
| Guang Ri                             | Herrarnas individuella | 1204            | 55              | Gick inte vidare | Gick inte vidare | Gick inte vidare | Gick inte vidare | Gick inte vidare | Gick inte vidare | Gick inte vidare | Gick inte vidare |
| Qoiying Doje Qiuzhong Liang Guang Ri | Herrarnas lagtävling   | 3644            | 19              | Gick inte vidare | Gick inte vidare | Gick inte vidare | Gick inte vidare | Gick inte vidare | Gick inte vidare | Gick inte vidare | Gick inte vidare |

Damer
| Bågskytt                          | Gren                  | Rankningsomgång | Rankningsomgång | Åttondelsfinal   | Åttondelsfinal   | Kvartsfinal      | Kvartsfinal      | Semifinal        | Semifinal        | Final            | Final            |
| Bågskytt                          | Gren                  | Poäng           | Placering       | Poäng            | Placering        | Poäng            | Placering        | Poäng            | Placering        | Poäng            | Placering        |
| --------------------------------- | --------------------- | --------------- | --------------- | ---------------- | ---------------- | ---------------- | ---------------- | ---------------- | ---------------- | ---------------- | ---------------- |
| Shaorong Ma                       | Damernas individuella | 1233            | 22              | 298              | 22               | Gick inte vidare | Gick inte vidare | Gick inte vidare | Gick inte vidare | Gick inte vidare | Gick inte vidare |
| Xiangjun Ma                       | Damernas individuella | 1233            | 21              | 322              | 4                | 318              | 10               | 309              | 11               | Gick inte vidare | Gick inte vidare |
| Yawen Yao                         | Damernas individuella | 1217            | 35              | Gick inte vidare | Gick inte vidare | Gick inte vidare | Gick inte vidare | Gick inte vidare | Gick inte vidare | Gick inte vidare | Gick inte vidare |
| Shaorong Ma Xiangjun Ma Yawen Yao | Damernas lagtävling   | 3683            | 8               | 948              | 9                | Gick inte vidare | Gick inte vidare | Gick inte vidare | Gick inte vidare | Gick inte vidare | Gick inte vidare |

## Cykling
Landsväg
| Idrottare                                     | Gren                   | Tid               | Placering |
| --------------------------------------------- | ---------------------- | ----------------- | --------- |
| Hong Liu                                      | Herrarnas linjelopp    | 4:32:56 (+0:34)   | 53        |
| Xuezhong Tang                                 | Herrarnas linjelopp    | 4:32:56 (+0:34)   | 44        |
| Yingquan Cai                                  | Herrarnas linjelopp    | DNF               |           |
| Longchen Guo Hong Liu Xuezhong Tang Weipei Wu | Herrarnas lagtempolopp | 2:06:22.5 (+8:35) | 17        |

| Idrottare   | Gren               | Tid             | Placering |
| ----------- | ------------------ | --------------- | --------- |
| Weixiu Chen | Damernas linjelopp | 2:01:50 (+0:58) | 47        |
| Suyan Lu    | Damernas linjelopp | 2:00:52 (+0:00) | 24        |
| Yinhula Yan | Damernas linjelopp | 2:00:52 (+0:00) | 33        |

Bana
| Cyklist     | Gren            | Kval          | Kval      | Första omgången (återkval)                                                               | Andra omgången                        | Semifinal            | Final                | Final            |                  |
| Cyklist     | Gren            | Tid Hastighet | Placering | Motståndare Tid                                                                          | Motståndare Tid/Resultat              | Motståndare Resultat | Motståndare Resultat | Placering        |                  |
| ----------- | --------------- | ------------- | --------- | ---------------------------------------------------------------------------------------- | ------------------------------------- | -------------------- | -------------------- | ---------------- | ---------------- |
| Suying Zhou | Damernas sprint | 12,477        | 11        | Christa Luding Rothenburg (GDR) Louise Jones (GBR) 12,24 L Rep W Elisabetta Fanton (ITA) | Connie Paraskevin-Young (USA) 12,94 L | Gick inte vidare     | Gick inte vidare     | Gick inte vidare | Gick inte vidare |

## Fotboll
Gruppspel
| Rank | Lag          | Spelade | Vinster | Oavgjorda | Förluster | Gjorda mål | Insläppta mål | Poäng |  | Sverige | Västtyskland | Tunisien | Kina |
| ---- | ------------ | ------- | ------- | --------- | --------- | ---------- | ------------- | ----- |  | ------- | ------------ | -------- | ---- |
| 1.   | Sverige      | 3       | 2       | 1         | 0         | 6          | 3             | 5     |  | X       | 2:1          | 2:2      | 2:0  |
| 2.   | Västtyskland | 3       | 2       | 0         | 1         | 8          | 3             | 4     |  | 1:2     | X            | 4:1      | 3:0  |
| 3.   | Tunisien     | 3       | 0       | 2         | 1         | 3          | 6             | 2     |  | 2:2     | 1:4          | X        | 0:0  |
| 4.   | Kina         | 3       | 0       | 1         | 2         | 0          | 5             | 1     |  | 0:2     | 0:3          | 0:0      | X    |

## Friidrott
Herrarnas maraton
- Cai Shangyan
  - Final — 2:17,54 (→ 26:e plats)

- Zhang Guowei
  - Final — 2:22,49 (→ 38:e plats)

Herrarnas längdhopp
- Pang Yan
  - Kval — 7,79m
  - Final — 7,86m (→ 9:e plats)

- Chen Zunrong
  - Kval — 7,66m (→ did not advance)

Herrarnas kulstötning
- Ma Yongfeng
  - Kval — 18,27m (→ did not advance)

Herrarnas tiokamp
- Gong Guohua — 7213 poäng (→ 31:a plats)
  1. 100 meter — 11,43s
  2. Längd — 6,22m
  3. Kula — 13,98m
  4. Höjd — 1,91m
  5. 400 meter — 51,25s
  6. 110m häck — 15,88s
  7. Diskus — 46,18m
  8. Stav — 4,60m
  9. Spjut — 57,84m
  10. 1 500 meter — 4:54,99s

Herrarnas 50 kilometer gång
- Li Baojin
  - Final — 4'00:07 (→ 28:e plats)

Damernas maraton
- Zhao Youfeng
  - Final — 2"27,06 (→ 5:e plats)

- Zhong Huandi
  - Final — 2"36,02 (→ 30:e plats)

- Li Juan
  - Final — 2"53,08 (→ 54:e plats)

Damernas diskuskastning
- Hou Xuemei
  - Kval – 62,64m
  - Final – 65,94m (→ 8:e plats)

- Yu Hourun
  - Kval – 62.86m
  - Final – 64,08m (→ 9:e plats)

- Xing Ailan
  - Kval – 59,26m (→ did not advance)

Damernas spjutkastning
- Li Baolian
  - Kval – 58,92m (→ did not advance)

- Zhou Yuanxiang
  - Kval – 56,36m (→ did not advance)

Damernas kulstötning
- Li Meisu
  - Kval – 20,30m
  - Final – 21,06m (→  Brons)

- Huang Zhihong
  - Kval – 19,71m
  - Final – 19,82m (→ 8:e plats)

- Cong Yuzhen
  - Kval – 19,56m
  - Final – 19,69m (→ 9:e plats)

Damernas sjukamp
- Dong Yuping
  - Final Result — 6087 poäng (→ 16:e plats)

## Fäktning
Herrarnas florett
- Liu Yunhong
- Zhang Zhicheng
- Lao Shaopei

Herrarnas florett, lag
- Lao Shaopei, Liu Yunhong, Ye Chong, Zhang Zhicheng

Herrarnas värja
- Du Zhencheng
- Ma Zhi

Herrarnas sabel
- Zheng Zhaokang
- Jia Guihua
- Wang Zhiming

Herrarnas sabel, lag
- Jia Guihua, Wang Ruiji, Wang Zhiming, Zheng Zhaokang

Damernas florett
- Sun Hongyun
- Jujie Luan
- Zhu Qingyuan

Damernas florett, lag
- Li Huahua, Jujie Luan, Sun Hongyun, Xiao Aihua, Zhu Qingyuan

## Handboll
Damer
Gruppspel
|                 | PLD: | W: | D: | L: | F: | A:  | Pts. |
| Sovjetunionen   | 3    | 2  | 1  | 0  | 75 | 49  | 5    |
| Norge           | 3    | 2  | 1  | 0  | 75 | 53  | 5    |
| Kina            | 3    | 1  | 0  | 2  | 76 | 58  | 2    |
| Elfenbenskusten | 3    | 0  | 0  | 3  | 37 | 103 | 0    |

## Kanotsport
| Idrottare           | Gren                 | Heat    | Heat      | Semifinal        | Semifinal        | Final            | Final            |
| Idrottare           | Gren                 | Tid     | Placering | Tid              | Placering        | Tid              | Placering        |
| ------------------- | -------------------- | ------- | --------- | ---------------- | ---------------- | ---------------- | ---------------- |
| Daen Guo Hua Ke     | Herrarnas C-2 500 m  | 1:56,02 | 16        | Gick inte vidare | Gick inte vidare | Gick inte vidare | Gick inte vidare |
| Daen Guo Hua Ke     | Herrarnas C-2 1000 m | 4:15,50 | 13        | 4:06,49          | 14               | Gick inte vidare | Gick inte vidare |
| Fullian Ma Bing Xue | Herrarnas K-2 500 m  | 1:41,10 | 17        | Gick inte vidare | Gick inte vidare | Gick inte vidare | Gick inte vidare |
| Fullian Ma Bing Xue | Herrarnas K-2 1000 m | 3:31,24 | 9         | 3:42,91          | 14               | Gick inte vidare | Gick inte vidare |

## Modern femkamp
Individuella tävlingen
- Zhang Bin — 4081 poäng (→ 59:e plats)

Lagtävlingen
- Zhang — 4081 poäng (→ 24:e plats)

## Tennis
Herrdubbel
- Lu Shuhua och Ma Keqin
  1. Första omgången – Förlorade mot Miloslav Mečíř och Milan Šrejber (Tjeckoslovakien) 5-7 1-6 4-6